# جایزه ساپیر
جایزه ساپیر (انگلیسی: Sapir Prize) جایزه ادبی اسرائیل که در سال ۲۰۰۰  که توسط پینهاس ساپیر پایه‌گذاری شد. 